# NHL Winter Classic 2012
L'NHL Winter Classic 2012, conosciuta per motivi di sponsorizzazione come Bridgestone Winter Classic, è stata la quinta edizione dell'NHL Winter Classic, partita a cadenza annuale di hockey su ghiaccio all'aperto organizzata della National Hockey League (NHL). Svoltasi il 2 gennaio 2012, al Citizens Bank Park di Filadelfia, in Pennsylvania, la partita valevole per la regular season vide affrontarsi i Philadelphia Flyers, padroni di casa, ed i New York Rangers, questi ultimi alla loro prima partecipazione all'evento; i Flyers infatti persero l'edizione del 2010 contro i Boston Bruins. I New York Rangers superarono i Philadelphia Flyers con il punteggio di 3-2. Originariamente la partita doveva svolgersi presso lo stadio dei Philadelphia Eagles, il Lincoln Financial Field; tuttavia gli Eagles disputarono una partita il giorno prima, rendendo impossibile i preparativi per allestire la pista, lunghi circa una settimana.
La partita in questa edizione ritornò alla tipica collocazione televisiva, con l'inizio della partita Rangers-Flyers previsto alle ore 15 dell'Eastern Standard Time (due ore dopo l'inizio previsto alle ore 13). L'edizione del Winter Classic 2012 fu la prima a non essere disputata il giorno di Capodanno, il quale cadeva di domenica; il contratto dell NBC con la National Football League impediva la trasmissione di qualsiasi evento televisivo prima dell'"NBC Sunday Night Football", e nonostante la NBC avesse libero lo spazio della domenica pomeriggio, la NFL tradizionalmente sconsiglia ai network interessati di trasmettere eventi sportivi di alto profilo, così da evitare la competizione per gli ascolti.

## Ritardo dell'incontro

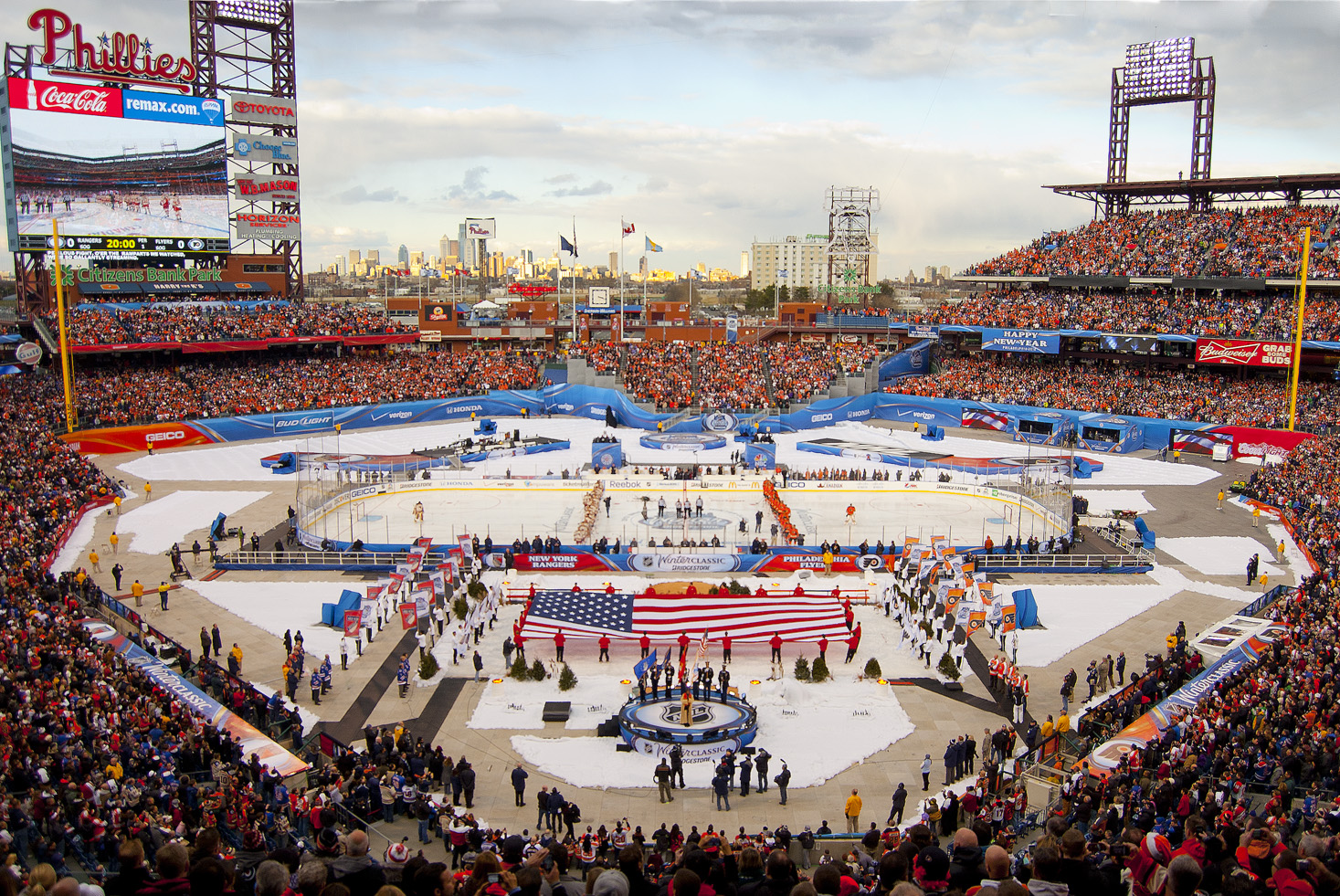
Il Citizens Bank Park, sede della partita.

La partita iniziò con due ore di ritardo rispetto all'orario indicato a causa del timore di un aumento della temperatura e del riflesso del sole sul ghiaccio. Alle 15:20, orario di inizio effettivo dell'incontro, le condizioni erano ottimali, con una temperatura di circa 5 °C e cielo nuvoloso. Durante il secondo periodo caddero sulla pista alcuni fiocchi di neve. Le condizioni del ghiaccio furono pressoché perfette lungo tutto l'arco dell'incontro, con poche interruzioni del gioco per riparare la superficie.

## Uniformi
I Philadelphia Flyers scesero in campo con una versione rivisitata della divisa originale, arancione con i numeri scritti in nero. Il disegno delle strisce bianche e nere fu ispirato a quello delle divise usate negli anni 1980. I New York Rangers invece, squadra appartenente alle Original Six, scelse una divisa color crema con strisce rosse e blu, ed i numeri stampati in blu. Particolare fu il logo scelto sulle maglie, una versione vicina a quella usata nel 1926, anno di nascita della formazione.

## Pre-partita
Gli inni nazionali furono cantati da Melanie Fiona (O Canada) e da Patti LaBelle (The Star-Spangled Banner). L'ingaggio cerimoniale fu tenuto dal sergente Deane Barnhardt dell'U.S. Army. Durante l'inno nazionale statunitense due F/A-18E/F Super Hornet dell'US Navy sorvolarono il Citizens Bank Park.

## Partita
Il primo periodo si chiuse senza marcature, tuttavia i Flyers ebbero un maggiore controllo del gioco, testimoniato dal dato alla fine del primo tempo di 12 tiri in porta contro i 9 nei Rangers. Vi furono due penalità ravvicinate alla fine del periodo, senza che nessuna squadra potesse approfittare del powerplay. Nel secondo periodo il sole cominciò ad abbassarsi sensibilmente dietro allo stadio, ed entrò in funzione a pieno regime l'illuminazione artificiale. Nonostante le condizioni del ghiaccio stessero peggiorando lentamente, il gioco aumentò di intensità e di velocità, ed i Flyers segnarono due reti in meno di due minuti nella seconda metà del periodo. Il primo gol in carriera di Brayden Schenn scaturì da un ingaggio nella zona offensiva, mentre la rete di Claude Giroux arrivò dopo un contropiede. Al primo cambio di linea dei Rangers dopo la rete di Giroux, Michael Rupp segnò il suo secondo gol stagionale con un tiro di polso. I Flyers sovrastarono nettamente i Rangers con il dato di 14 tiri in porta contro gli 8 avversari.
I Rangers aumentarono il ritmo nel terzo periodo, e Rupp pareggiò la partita al suo primo ingresso sul ghiaccio, superando Sergej Bobrovskij con un tiro da dietro la porta. Meno di tre minuti dopo Brad Richards portò i Rangers in vantaggio per 3–2 grazie ad un rimbalzo favorevole. Al termine della partita i Flyers provarono l'assalto finale, togliendo il portiere Bobrovskij ed aggiungendo il sesto uomo di movimento. Durante una manovra di attacco di Philadelphia nei secondi finali, il difensore dei Rangers Ryan McDonagh fu penalizzato per aver controllato il paleo con un guanto, sollevando forti polemiche. Daniel Brière fu scelto per il penalty, parato tuttavia da Henrik Lundqvist, sigillando il successo esterno dei Rangers.

### Referto della partita
| Arbitri: | Ian Walsh Dennis LaRue |

| |            | |
| (B. Prust, J. Mitchell) M. Rupp 34:51 (B. Prust, J. Mitchell) M. Rupp 42:41 (B. Dubinsky, R. Callahan) B. Richards 45:21 | Marcatori  | 32:26 B. Schenn (M. Carle) 34:21 C. Giroux (M. Talbot, S. Hartnell) |
| B. Richards - Sgambetto - 17:47 - 2min R. McDonagh - Ritardo del gioco - 54:48 - 2min R. Callahan - Trattenuta del bastone - 58:54 - 2min R. McDonagh - Controllo con la mano - 58:54 - Rigore | Penalità   | 2min - 16:58 - Colpo col bastone - M. Carle 2min - 58:54 - Ostruzione - K. Timonen 2min - 60:00 - Carica col bastone - S. Hartnell 10min - 60:00 - Penalità partita - S. Hartnell |
| 30 - P - Henrik Lundqvist 4 - D - Michael Del Zotto 5 - D - Daniel Girardi 8 - AS - Brandon Prust 10 - AD - Marián Gáborík 17 - AS - Brandon Dubinsky 18 - D - Marc Staal (A) 19 - AD - Brad Richards (A) 21 - AS - Derek Stepan 22 - C - Brian Boyle 24 - AD - Ryan Callahan (C) 26 - AS - Ruslan Fedotenko 27 - D - Ryan McDonagh 32 - D - Anton Strålman 34 - AD - John Mitchell 41 - D - Stu Bickel 42 - C - Artëm Anisimov 43 - P - Martin Biron 62 - C - Carl Hagelin 71 - C - Michael Rupp | Formazioni | Sergej Bobrovskij - P - 35 Braydon Coburn - D - 5 Andreas Lilja - D - 6 Brayden Schenn - C - 10 Sean Couturier - C - 14 Wayne Simmonds - AD - 17 Scott Hartnell - AS - 19 James van Riemsdyk - AS - 21 Matt Read - AS - 24 Matt Carle - D - 25 Maxime Talbot - AD - 27 Claude Giroux (A) - C - 28 Harrison Zolnierczyk - AD - 29 Il'ja Bryzgalov - P - 30 Andrej Meszároš - D - 41 Marc-Andre Bourdon - D - 43 Kimmo Timonen (A) - D - 44 Daniel Brière (A) - C - 48 Jaromír Jágr - AD - 68 Jakub Voráček - AS - 93 |
| John Tortorella | Allenatori | Peter Laviolette |

### Giocatori non schierati
- New York Rangers: Jeff Woywitka, Michael Sauer, Erik Christensen, Steve Eminger, Wojtek Wolski
- Philadelphia Flyers: Matt Walker, Blair Betts, Ian Laperriere, Chris Pronger, Zac Rinaldo, Jody Shelley

### Migliori giocatori della partita
- 1º: Michael Rupp - 2 gol -  New York Rangers
- 2°: Henrik Lundqvist - 34 parate (.944) -  New York Rangers
- 3º: Claude Giroux - 1 gol -  Philadelphia Flyers